# 网状结缔组织
网状结缔组织（Reticular connective tissue），也叫网状组织（Reticular tissue），是一种由网状纤维和网状细胞组成的结缔组织，其中的网状纤维由Ⅲ型胶原α1构成。网状纤维由被称为网状细胞的特殊成纤维细胞合成，其实该纤维并不只在网状结缔组织中出现，但只有在网状组织中其占主要地位。网状组织可以在肾脏、脾脏、淋巴结骨髓附近等被发现。

## 染色
组织学研究中，常通过用银之类的重金属染色或是用用来使糖类的PAS染色法来识别网状组织。另有市售专门的各类网状纤维染色液。对网状纤维的染色识别是病理学研究的传统方法，对鉴别肿瘤等疾病的明确诊断和分型有着重大意义。

## 外形
网状结缔组织长得像窝组织（areolar connective tissue），但关键在于其中网状结构中只有网状纤维一种纤维而已。网状纤维形成了精巧的网状结构，网状细胞沿着网状结构七零八落地分布。尽管网状纤维在身体里广泛分布，网状组织只在特定部位出现。网状组织形成了错综复杂的基质以及内部结构，用以支持淋巴结、脾脏、红骨髓等处许多游离的血细胞（多为淋巴细胞）。
网状细胞呈星形，其细胞突起相互勾连成网；细胞核较大而略显圆，着色比较浅，经常可以见到1～2各核仁；其细胞质比较多，有着丰富的粗面内质网（ER）。

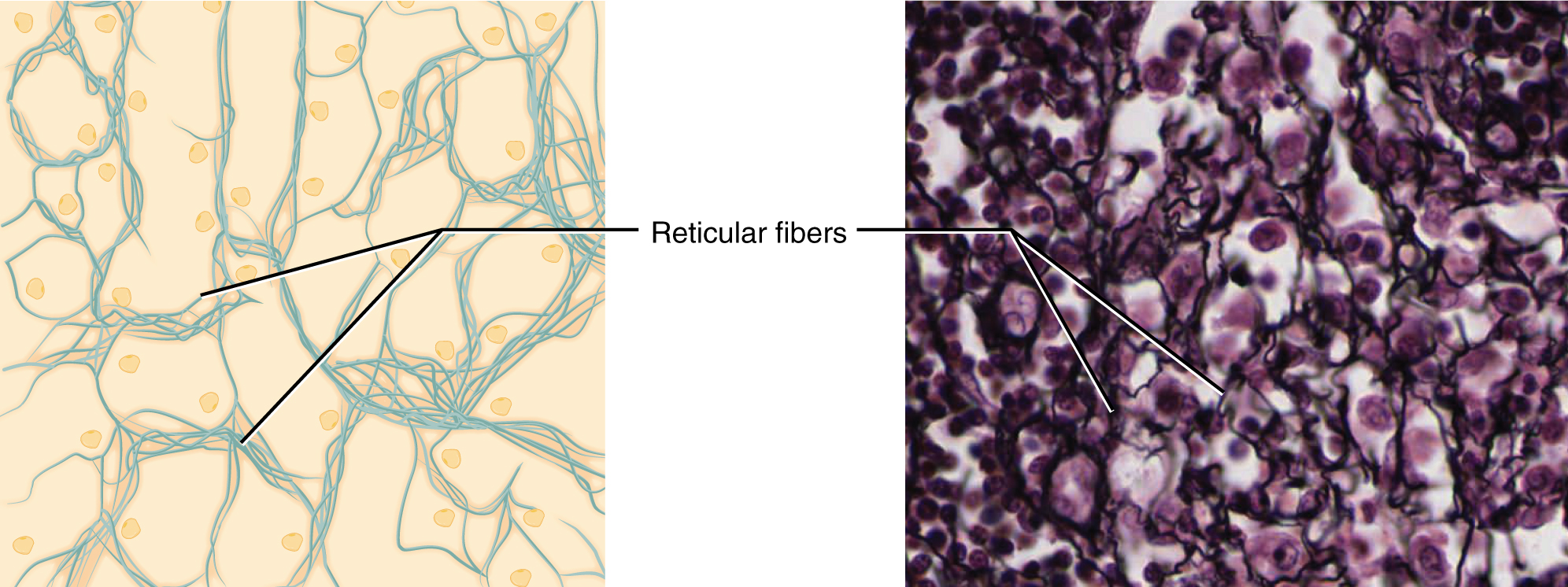
网状纤维和网状组织示意图

## 功能
网状纤维组成支持淋巴结基质细胞以及骨髓、脾脏等的软骨；脂肪組織也是由网状纤维支持的。
网状纤维有二十多类；而在网状组织中，以III型胶原（网状）纤维(直径100-150 纳米)为主。网状组织形成了肝、脂肪组织、骨髓、脾脏、基底膜等的结构框架。
其构成造血组织和淋巴组织的支架，从而让孔内的细胞以及液体得以自由流动，创造出允许血细胞的发生还有淋巴细胞的发育的良好微环境。